# Église Notre-Dame (La Neuveville-sous-Châtenois)
Pour les articles homonymes, voir Église Notre-Dame et Notre-Dame.
L'église de La Neuveville-sous-Châtenois, située dans les Vosges, est un édifice religieux catholique, ayant pour vocable la Vierge, Notre-Dame.
Cette paroisse « Notre-Dame » présente la particularité d'avoir appartenu à trois évêchés successifs différents au cours de son histoire, qui est riche d'épisodes illustrant les rivalités et conflits locaux entre paroissiens et hiérarchie ecclésiastique.

## Dédiée à la Sainte Vierge
Dès l’origine, l'église de La Neuveville-sous-Châtenois avait été placée sous le patronage de la Sainte Vierge. L'attachement des paroissiens à son culte est attestée par les nombreuses confréries qu’ils établirent à son honneur : Confrérie de la Nativité, du Scapulaire, de l’Immaculée conception, et surtout du Rosaire : 
« Considérant le grand bien et fruit spirituel que la confrérie du Rozaire produit ès lieux où elle est canoniquement érigée », le maire, les échevins et les habitants demandent et obtiennent, le 9 septembre 1635, qu’elle soit établie dans leur paroisse. En même temps, la communauté et les particuliers lui assurent des revenus assez considérables.
On peut encore juger de leur dévotion à la Sainte Vierge par la supplique qu’ils adressent en 1775 à l’évêque de Toul au sujet de la fête patronale que celui-ci avait fixée pour toutes les paroisses de son diocèse au dimanche qui suit les Quatre-Temps de septembre. Le retard pour les habitants de La Neuveville dans la célébration de leur fête n’était que de quelques jours, néanmoins ils demandent son maintien au 8 septembre avec un motif leur faisant honneur :
« Supplient très humblement les paroissiens de La Neuveville-sous-Châtenois, disant qu’ils ont pour fête patronale la Nativité de la sainte Vierge, qu’ils auront moins de facilité par la fixation de cette cérémonie à un jour commun pour toutes les paroisses du diocèse, attendu qu’alors il leur est impossible d’avoir des confesseurs que la circonstance répandra dans quelques endroits seulement tandis que les autres se seront privés, que les suppliants ne pourront donc pas se procurer la consolation de s’approcher des Sacrements à l’occasion de leur fête patronale, ce considéré, plaise à Votre Grandeur leur permettre de célébrer patronalement la Nativité de la Sainte Vierge le 8 septembre, jour de son échéance. »
Leur requête exaucée, les paroissiens virent le culte pour la patronne de leur église se répandre dans les alentours. On venait de loin prier, invoquer ou remercier « Notre Dame de La Neuveville », dans son sanctuaire. On évoqua miracles et statue miraculeuse. À défaut de preuves, on lit, par exemple, dans la bulle de canonisation de Saint Stanislas Kostka, que le 24 novembre 1602, Anne Théodore de Ligniville, Demoiselle de Houécourt en Lorraine, qui avait perdu complètement l’usage de ses jambes, s’était fait transporter dans l’église de sa paroisse pour y invoquer le saint, fut guérie subitement, et, le soir du même jour, se rendit à pied, par mauvais temps et chemins difficiles à l’église de La Neuveville, « lieu où la Vierge Sainte est l’objet d’une dévotion particulière » pour la prier d’offrir à Dieu l’hommage de sa reconnaissance. L’abbé Norroy, alors curé de Houécourt, a eu le mérite de fixer le souvenir de ce fait en le mentionnant dans un vitrail du chœur de son église.
Les paroissiens de La Neuveville conservèrent jusqu'au moins la Première Guerre mondiale le culte de la Sainte Vierge.

## La paroisse

### Administration religieuse
La paroisse de La Neuveville a fait successivement partie de trois diocèses : de celui de Toul jusqu’en 1802, de celui de Nancy jusqu’en 1823, enfin de celui de Saint-Dié dont elle dépend toujours.
Appartenant dès l'origine au diocèse de Toul, La Neuveville dépendait de l’archidiaconé de Vittel et, autrefois comme aujourd’hui, du doyenné de Châtenois.
Le pouillé de Benoît Picard signale la chapelle de Saint-Nicolas à La Neuveville.
- En 1736, le sieur Mouzon, curé d’Aouze et doyen rural de Châtenois, fait une enquête à La Neuveville au sujet de certains désordres dont la fête du scapulaire était l’occasion.
- Après celle faite par le sieur Joumar, curé de Darney-aux-Chênes et de son doyen rural de Châtenois, l’évêque de Toul menace d’interdire l’ancienne église de La Neuveville en 1787 et en ordonne la reconstruction.

Les doyens ruraux étaient aidés dans leurs fonctions par un ou plusieurs échevins, choisis par les prêtres du doyenné parmi leurs collègues, comme par exemple François Simonin, curé de La Neuveville de 1729 à 1772, dont l’acte de décès précise :
« Il avait mérité l’estime respectueuse de ses confrères qui l’avaient choisi pour échevin dans leur doyenné. »
La Neuveville fut une de ces cures « unies » (terme désignant une paroisse dépendant d’un chapitre, d’une collégiale, d’un monastère d’une manière étroite, et intégrée à la communauté), unie d’abord au chapître Saint-Etienne de Toul jusqu’en 1627, puis à l’abbaye devenue chapître noble de Poussay jusqu’à la Révolution. Dans les procès qui eurent lieu au XVIIIe siècle au sujet des réparations de l’église, François Simonin rappelle qu’autrefois le chapitre de Toul était « curé primitif » et le curé de La Neuveville « son vicaire perpétuel. » D’autre part on lit au pouillé de 1689 :
« Mesdames de Porsas sont collatrices et primitives de l’église dudit La Neuveville en tout temps, étant audit lieu vicariat perpétuel. »
L’État temporel des paroisses de Rice en 1703 confirme la chose :
« La cure de La Neuveville est séculière et a toujours été possédée par des curés séculiers. Le patronage en appartient à l’Abbesse, Chanoinesse et chapitre de Porsas en tout temps. »
À La Neuveville cependant, deux des privilèges du collateur (préséance à l’église et se voir payé le droit de sauvegarde) appartenaient au duc de Lorraine, seigneur du lieu. Dans l’acte d’ascensement fait en 1783 au profit du sieur de Sivry, il est dit que Sa Majesté lui cède son droit de préséance à l’église de La Neuveville. D’autre part, nous trouvons rappelée maintes fois l’obligation de verser chaque année au Domaine, trois reseaux moins trois pots de blé pour droit de sauvegarde. Pourquoi ces deux avantages n’appartenaient-ils pas ici aux collateurs eux-mêmes ? C’est que les patrons ecclésiastiques, tels le chapître de Toul et celui de Poussay, incapables de protéger efficacement leurs paroisses contre les usurpations, avaient recours à un avoué, à un protecteur laïc, auquel ils abandonnaient quelques-uns de leurs privilèges.

### Depuis la Révolution
Malgré les démarches faites pour les conserver, l’église de Saint-Mansuy, de laquelle dépendait toujours la paroisse de La Neuveville, même après la création des diocèses de Saint-Dié et de Verdun en 1777, l’antique église de Toul fut anéantie. 
Le concordat ayant été adopté le 8 avril 1802, les nouveaux diocèses aussitôt pourvus, les évêques arrivés dans leurs diocèses ayant dû élaborer un projet de circonscription des cures et succursales, le décret épiscopal d’érection signé le 20 octobre 1802 puis approuvé le 10 décembre suivant par le Premier Consul, la Gravière, qui au temporel formait un ban séparé et dépendait au spirituel de la paroisse de La Neuveville, fut rattaché à Dombrot-sur-Vair dont elle faisait déjà partie au point de vue communal depuis le commencement de la Révolution.
Le 21 janvier 1803, l’abbé Rellot, de retour à La Neuveville depuis le 12 mai précédent, en devenait officiellement et pour la seconde fois le curé. Il prêtait serment à Neufchâteau, le 16 février, et il rentrait définitivement dans son ancien presbytère, le 13 novembre après avoir été logé quelque temps dans la maison d’école.
Nommé évêque de Saint-Dié, Jacques-Alexis Jacquemin fit son entrée solennelle dans sa ville épiscopale le 22 février 1824, c’est depuis cette époque que la paroisse de La Neuveville fait partie du diocèse de Saint-Dié, premier diocèse de ce nom créé avec celui de Nancy en 1777, et qui n’eut qu’un seul évêque, Mgr de Chaumont de la Galaizière dont le père et le frère furent successivement Intendants de Lorraine. Ce diocèse ne comprenant que les paroisses situées à l’est de Mirecourt, La Neuveville continua donc d’appartenir au diocèse de Toul jusqu’à sa suppression en 1802. Le nouveau diocèse de Saint-Dié rétabli en 1822, et plus vaste, comprenant tout le département des Vosges, subit par la suite quelques modifications, en particulier après la guerre de 1870. À l’heure actuelle, il compte 29 doyennés, 354 succursales, 430 000 habitants. Il est divisé en deux archidiaconés ayant chacun à leur tête un vicaire général :
- l’archidiaconé de Saint-Dié qui comprend les archiprêtres de Saint-Dié, de Remiremont et les trois cantons nord de celui d’Epinal,
- l’archidiaconé d’Epinal qui se compose des archiprêtres de Mirecourt, de Neufchâteau et les trois cantons sud de celui d’Epinal.

La Neuveville fait partie de l'Archidiaconé d’Épinal, de l’archiprêtre de Neufchâteau, du doyenné de Châtenois. Sa population qui était de 535 habitants à la réorganisation du culte en 1802, a baissé considérablement pendant un siècle pour reprendre et même dépasser son ancien chiffre par suite de l’établissement de la cité ouvrière.

## Histoire de l'édifice
Datant de l’époque de transition, l'église a été bâtie au XIIe ou XIIIe siècle, comme il ressort avec certitude de l'examen attentif, par des personnes compétentes, du chœur actuel qui est celui de l’ancienne église. Partout il a conservé son caractère primitif, à l’exception des fenêtres qui ont été gothisées vers le XVe siècle. L'abbé Petitjean avait considéré facile de reconstituer l’ancienne église de La Neuveville telle qu’il la montrait à la dernière page de son bulletin paroissial(travail sur lequel s'appuie cet article).
Les archives départementales des Vosges ont conservé le procès-verbal de la visite faite le 15 janvier 1788 au moment de sa reconstruction. Cette église, fort délabrée, l’une des plus anciennes de la contrée, a une nef de 36 pieds de longueur et de 22 de largeur, éclairée de chaque côté par des vitraux que protègent quatre barreaux et 2 traverses de fer. Elle a un pavé sous les bancs, une tribune, un lambris. À l’extrémité de la nef et à l’entrée du chœur, se trouve la tour carrée mesurant 21 pieds à l’extérieur et 14 à l’intérieur. Suit la description du chœur et de la sacristie tels qu’ils sont encore aujourd’hui.
D’autres documents indiquent qu’un avant-toit protégeait la porte d’entrée de l’église, que la tour renfermait une horloge, qu’elle était surmontée d’une flèche. En admettant que l’horloge était de date récente, que les fenêtres ont été gothisées vers le XVe siècle, que la sacristie a été bâtie au XVIIIe, on peut se représenter l’ancienne église de La Neuveville telle qu’elle était dès l'origine.
Pour ce qui est de ses constructeurs, il existe quelque raison de croire qu’elle fut l’œuvre des Templiers, qui conclurent un « accord » avec le Duc de Lorraine pour l’établissement des marchés et foires de La Neuveville en 1306, dont les cantons des Chevaliers et du Cugnot la Baillie rappellent encore aujourd’hui le souvenir.
Mais il ne suffisait pas de bâtir une église, il fallait l’entretenir. Une ancienne ordonnance en répartit les charges.
- Le 26 octobre 1501, un mandat de 16 francs a été délivré pour la couverture de l’église[1].
- Un traité[2], passé le 6 juillet 1606 entre Florent Grillot et Didier Montarde, chanoines de Toul, et Simon Picquot de La Neuveville qui s’engage à recouvrir l'église et à entretenir cette toiture pendant dix ans pour la somme de 38 fr. De plus, il réparera le lambris pour 15 fr. avec faculté de prendre 25 planches de sapins à Vicherey dans les terres du chapitre.
- En 1626, l’église eut encore besoin de réparations. Comme les décimateurs faisaient la sourde oreille aux réclamations de la communauté, celle-ci fit saisir les dîmes. Le 1er août au logis de François Vernet, prévôt de Châtenois, comparurent Sébastien Jobal, chanoine de Toul, et Nicolas Gillot, maire de La Neuveville. Ledit chanoine demanda et obtint mainlevée, après avoir approuvé qu’il avait traité avec Jean Chaullot et Claudot Gardeux pour faire les réparations nécessaires. La même année, le Chapitre de Toul échangeait ses droits à La Neuveville contre ceux que le chapitre de Poussay possédait à Lagney, raison expliquant son manque d'empressement à exécuter les travaux réclamés par la communauté.

Si le chapitre de Poussay, nouveau décimateur, mit encore plus de lenteur à réparer l’église, ce fut au début à cause de la peste, la famine et la guerre qui ravagèrent la Lorraine : dans l'incapacité à percevoir les dîmes, il se trouva réduit lui-même à la misère. Le curé, nommé Apparu, se plaignit dans une épître curieuse de l'état de délabrement :
« Chère amy lecteur, sachez et apprenez à la postérité qu’ayant permuté de bénéfice du lieu appelé Cercueil vers Nancy et ayant tout trouvé tout désert et en piètre estat à mon arrivée à la Neufville tant à l’esglise paroissiale qu’à la maison de cure, j’ay esté obligé pour la plus grande gloire de Dieu de renouveler les ornements d’esglise … »
Les temps meilleurs revenus, l’œuvre de restauration continue. Le 21 octobre 1666, le chapitre de Poussay abandonne par traîté à Dominique Guenel les dîmes de La Neuveville pendant 4 ans pour réparer le lambris et la toiture de l'église.
Vers la même époque est réalisée la pose de deux cloches, données non plus par les décimateurs mais par les habitants et de généreux bienfaiteurs :
« Le 25 juillet 1653, fut béniste la cloche de la Neufville, appelée Françoise, avant la célébration de la Sainte messe. Parrain : M. Claude Perrin, curé de Houécourt ; marraine : Françoise de Veroncourt, comtesse de Ligniville et dame dudit Houécourt. »
« Le 6 décembre 1680, fuste sacrée la grosse cloche de la Neufville, pesant 319 livres, et fust nômée Françoise-Marie par moy (le curé Apparu) et François Vernet. Jeune hôme que l’on dict estre prevst de Chastenoy, et dame Anne de Houécourt. »
Le pèlerinage d’actions de grâces fait en 1602 à La Neuveville par Anne-Théodore de Ligniville montre que sa famille avait conservé le même attachement pour l'église.
Avec le XVIIIe siècle et le règne de Léopold, commence pour la Lorraine une période de prospérité. La population de La Neuveville augmentant rapidement, de nouvelles maisons étant construites, les habitants bâtissent la sacristie actuelle, vers 1710 (date estimée en fonction de l’aspect de l’édifice et de l'examen d’anciens comptes révélant cette année de multiples achats et en particulier de meubles pour la sacristie).
L'édifice servit alors pour les deux paroisses de La Neuveville et de Houécourt. L’église de cette dernière paroisse, située dans le parc du château à droite de l’entrée, ayant été interdite par l’évêque de Toul, les habitants de Houécourt durent se rendre à La Neuveville avec leur curé pour les baptêmes, mariages et enterrements. Et il en fut ainsi tant que dura la construction de l’église actuelle qui fut bénie le jour de Pâques, 1er avril 1725.

### Procès liés aux réparations (1741-1752)
De grosses difficultés surgirent pour l'édifice. Le 3 mai 1741, les paroissiens donnent plein pouvoir à Nicolas Germain, leur syndic, pour les représenter au procès qu’ils intentent aux Dames de Poussay au sujet du lambris. Rappelant les traités précédents montrant qu’ils furent déchargés de tout temps de son entretien, ils rédigent de longs mémoires en décembre 1741, en avril 1742, en juin 1744. Enfin ils obtiennent gain de cause : le 18 juillet 1744, le tribunal de Mirecourt condamne les décimateurs à réparer le lambris à perpétuité et aux dépens.
La même année, le 19 août 1741, le curé leur intente un nouveau procès pour obtenir la réparation du chœur. Si les réparations incombaient au curé quand il avait le tiers de la grosse dîme, François Simonin démontre qu’elles ne peuvent être mises à sa charge : 
- Les Dames de Poussay sont seules décimatrices de la grosse dîme à La Neuveville.
- Quand elles ont échangé Lagney avec La Neuveville, elles ont pris les charges avec les bénéfices ; or le chapitre de Toul a toujours entretenu le chœur.
- Le préciput de 25 réseaux de blé et de 10 d’avoine reçu par le curé doit être considéré comme une portion canonique, et ne doit pas être assimilé au tiers de la grosse dîme comme le voudrait le chapitre de Poussay.

Ce second procès dura longtemps : au bout de onze années, le 16 mai 1752, la Cour de Nancy rendit son arrêt précisant que les Dames de Poussay devaient prendre à leur charge les réparations du chœur ou les mettre au compte du curé en lui donnant au lieu de son préciput le tiers des grosses dîmes. Le 30 du même mois, l’abbesse s’engageait à entretenir dorénavant le chœur.
Ces réparations auxquelles le chapitre était condamné furent exécutées la même année et l’année suivante. La communauté, fière de son triomphe sur les décimateurs, donna elle-même l’exemple de la générosité dans la dépense. L’intérieur de l’église fut reblanchi, les bancs furent nettoyés, le confessionnal fait à neuf, la chaire aussi, sans toutefois ressembler à celle de Longchamp comme il était convenu au devis. On fit une armoire pour les ornements, on recouvrit le toit de la sacristie, l’avant-toit qui protégeait la porte d’entrée, et la flèche, on releva à cinq pieds les murs du cimetière. Tous ces travaux adjugés le 24 juillet 1752, à Pierre-François Pinot de La Neuveville coûtèrent à la communauté la somme de 522 livres.

### Reconstruction
Le point le plus intéressant de l’histoire de l'édifice est certainement sa reconstruction qui eut lieu de 1785 à 1790.
Malgré les réparations faites en 1752, l'église était fort délabrée et s'avérait surtout insuffisante pour contenir une population qui depuis un siècle avait passé de 15 à 110 ménages, de 115 à 473 habitants. Certes, on avait placé des bancs un peu partout. Les 11 bancs à 7 places qui occupaient chaque côté de la nef, et l'ajout d'autres (un banc à une place, 6 bancs à 4 places, et un à trois places de chaque côté de l’allée près des stalles et sous la tour) étaient trop peu encore : bon nombre de paroissiens devaient assister aux offices, à l'extérieur, dans le cimetière.
Ce fut en 1785 que la communauté de La Neuveville prit sa première délibération pour la construction d'une église plus vaste. Elle l’adressa aux Dames de Poussay qui se contentèrent d’en prendre connaissance. L’année suivante, elles envoyèrent un député sur les lieux, et celui-ci dut reconnaître combien était juste la demande de la communauté.

#### Atermoiements du chapitre
Le chapitre, qui souhaitait en être quitte à peu de frais, proposa alors d’élargir la nef de chaque côté. Les habitants repoussèrent ce projet qui les aurait engagés à une dépense considérable pour reconstruire la tour. De plus, l'élargissement projeté de la nef n'aurait pu suffire à contenir tous les paroissiens, d'autant que l’église, ainsi devenue aussi large que longue, aurait manqué de cachet.
Il fallut envisager alors de reconstruire à neuf toute l’église.
L’autorité diocésaine intervint, naturellement : L'évêque de Toul chargea le sieur Joumar, curé de Darney-aux-Chênes et doyen rural de Châtenois, de faire une enquête sur les lieux. Ses conclusions ayant été conformes aux arguments des habitants (vétusté et petitesse du lieu), l’ordonnance du 21 juillet 1787 prescrivait de bâtir une nouvelle église le plus tôt possible, d’en faire et signer tous les devis et marchés pour le 1er décembre, et ce sous peine d’interdit. Suivant les instructions reçues, l’abbé Rellot, curé de La Neuveville, lut en chaire cette ordonnance le 29 juillet et en adressa copie aux Dames de Poussay.
Le chapitre ne se pressant toujours pas, les paroissiens, loin de se décourager et multipliant les démarches, rédigent le 2 septembre 1787 une supplique à l’intendant de Lorraine en insistant sur la nécessité et l’urgence des travaux. De son côté, l’abbé Rellot écrit dans le même sens au subdélégué de Neufchâteau, se rend ensuite à Mirecourt chez le prévôt du chapitre de Poussay, l’abbé de Vernet. Celui-ci n’est pas hostile à la reconstruction de l’église de La Neuveville, mais demande seulement un délai jusqu’après l’élection de la nouvelle abbesse.
Enfin, le 15 novembre, le chapitre propose un plan. La nef aura 57 pieds de long, 35 de large, 19 de hauteur sous le lambris. On laissera un avant-chœur de 12 pieds et une allée de 5 pieds dans le milieu. Il restera de chaque côté l’emplacement nécessaire pour 18 bancs qui, contenant chacun 10 personnes, donneront ainsi place à 360 paroissiens. Le chœur actuel subsistera ; sans doute est-il petit, mais il est suffisamment agrandi par l’avant-chœur projeté.
Le 26 décembre, l’abbé Rellot fait de nouveau appel à la diligence du subdélégué Rouyer :
« Il faut voir pour bien comprendre la nécessité où je suis de presser les choses, l’indécence avec laquelle s’accomplit le service divin : les paroissiens viennent  jusque sur l’autel ! »
Sur la réponse qu’on n’a rien reçu à Neufchâteau, il s’adresse encore une fois à l’abbé de Vernet, il le supplie d’envoyer les pièces nécessaires. Celui-ci les remet enfin au subdélégué avec une lettre ainsi conçue :
« Je vous envoie les délibérations de la communauté, un plan de la nef que le Chapitre offre de faire construire avec un devis explicatif. Je ne pense pas que ni vous, ni M. l’Intendant, ni l’assemblée provinciale puissent autoriser la communauté à faire au Chapitre un procès pour destruction du chœur actuel qui est bon, solide et décent ; d’autant plus que cela entraînerait la construction d’une sacristie neuve à la charge des habitants. »
Il ne semble pas que ce fut cette considération, la peur d’une charge nouvelle, mais plutôt la crainte de ne pouvoir s’entendre, qui fit céder les habitants sur la question du chœur de l’église. Désormais, ils n’imposent plus comme auparavant sa démolition. Sans doute si l’ancien chœur subsiste, il faudra renoncer à placer l’église au centre du village, à la Bouchère, comme on l’avait projeté, il faudra rebâtir sur le même emplacement. En se montrant trop exigeante, la communauté court le risque de traîner les choses en longueur à ses dépens.

#### Expertise de janvier 1788
L’assemblée provinciale nomma comme expert, l’architecte Caron, de Neufchâteau. Celui-ci examina le plan du chapitre, le 8 janvier 1788, puis le 15 il se transporta à La Neuveville pour faire la visite des lieux contradictoirement avec le sieur Eigster, architecte du chapitre, et en présence d'autres. Après un examen attentif des lieux, les deux parties intéressées admirent ce qui suit :
- La nef actuelle a 36 pieds de longueur et 22 de largeur ; la nouvelle que doit bâtir le Chapitre aura 64 pieds de longueur, 35 de largeur et 20 de hauteur. Le pavé qui est à la charge des habitants pourra resservir, du moins pour un tiers ; le mobilier sera renouvelé également à leurs frais.
- La tour actuelle, à la charge des habitants, se trouve entre la nef et le chœur ; elle est carrée et mesure 14 pieds à l’intérieur et 21 à l’extérieur. La nouvelle, à la construction de laquelle les matériaux de l'ancienne pourront être employés, sera élevée à l’entrée de la nef, aura 50 pieds de maçonnerie et sera surmontée d'un dôme ou d'une flèche.
- Quoique fort petit, le chœur, que les décimateurs sont décidés à conserver parce qu'encore solide, verra son insuffisance compensée par l’avant-chœur projeté. Le chapitre accepte d’en ouvrir l’entrée et de lui donner toute la largeur du chœur.
- La sacristie, qui est à la charge des habitants, est en état de subsister
- Les murs du cimetière, en ruines, sont à reconstruire à neuf. À ce sujet, il a été observé par le sieur curé qu’il convient de supprimer les deux passages publics qui s’y trouvent, l’un au levant, l’autre au midi. Celui-ci qui mène à la Gravière est inutile, l’autre qui conduit à Houécourt pourrait être déplacé en rapprochant de 4 ou 5 pieds vers l’église le mur de gauche du cimetière.

Toutes choses étant ainsi réglées le 16 janvier entre les deux architectes avec l’approbation des habitants, il ne manquait plus que celle du chapitre. Elle fut donnée le 22 avec promesse de commencer les travaux au printemps de 1789. Enfin, après deux années de discussion, l’accord était obtenu.
Le subdélégué Rouyer sera alors destinataire de deux lettres. L’une de l’abbé Vernet, datée du 23 janvier :
« Je vous renvoie le procès-verbal de la visite que le Chapitre a agréé sous les réserves que j’y ai mises. Je ne comptais pas finir aussi tranquillement avec une communauté dont les principales têtes étaient exaltées et échauffées par les insinuations du curé, qui voudrait bien pouvoir se promener dans une cathédrale. Nous attendions à avoir un procès et nous étions décidés à le soutenir pour nous défendre de la reconstruction du chœur. Je suis persuadé que nous l’aurions gagné, mais il vaut mieux n’en point avoir. »
Celle de l’abbé Rellot est du 3 février :
« Je suis charmé que tout soit pacifié pour l’affaire de notre église. Le Chapitre a reconnu que nous n’étions pas trop exigeants et que nous ne voulions que la justice. Il me paraît que la hauteur de 20 pieds fera une église bien écrasée. Pour ce qui est d’obtenir promptement la vente du quart de réserve, j’ai fait parler à quelqu’un qui approche de M. le Grand-Maître (des Forêts) à Paris. »
Après sa visite du 15 janvier, l’architecte Caron dressa le plan de la nouvelle église. Il choisit un dôme de préférence à une flèche, parce qu’un dôme de 28 pieds « sera en proportion avec une tour de 50 pieds » tandis qu’une flèche à laquelle il faudrait donner 40 pieds « éprouverait trop de fatigue ». En même temps, il établit un devis des travaux à la charge des habitants.

#### Adjudication des travaux en mars 1788
Le mois suivant, 11 mars 1788 avait lieu l’adjudication des travaux. Tous les entrepreneurs de Neufchâteau étaient présents. Ce fut Nicolas Chaffaut qui resta adjudicataire à l’extinction des feux pour la somme de 13 400 livres, mais le lendemain Nicolas Flammerion devenait l’adjudicataire définitif pour 11 166 livres, 6 sols, 8 deniers, (soit 8 538 fr. valeur estimée en 1910).
Grande dut être l’impatience des gens de La Neuveville quand on songe que le devis du chapitre ne fut fait qu’un an plus tard. Mais ils étaient prévenus que les travaux ne commenceraient qu’au printemps de 1789 ; d’autre part il fallait attendre la vente du  quart de réserve qui eut lieu le 10 octobre 1788 et produisit 37 000 fr. 

#### 1789
Enfin on se mit à l’œuvre au mois de juin 1789. Le 7 juillet, le sieur Eigster, architecte du chapitre, visitait les fouilles de la nef et aussi celles de la tour sur la demande de la municipalité ; il reconnaissait qu’elles étaient bien creusées et que le fond était le roc bien nivelé. Le lendemain avait lieu avec les cérémonies prescrites par l’église la bénédiction de la première pierre. Le mois suivant, les murailles sortaient de terre comme l’indique l’inscription qui se trouve près des fonts de baptême : 
« Cette pierre a été posée par MM. C. Léopold Relot, curé de La Neuveville, Christophe Ninot, ancien curé dudit lieu, F. Perrin, syndic, Claude Gourdot, membre de l’Assemblée municipale, ce 17 août 1789. »
L’hiver suspendant les travaux, on recouvrit alors les ouvrages commencés, l’ancienne tour à moitié démolie, et aussi les cloches situées au bout du cimetière considérant « qu’on ne peut les sonner par le mauvais temps ». Le syndic fut même autorisé à faire « avec le plus d’économie possible » une enceinte autour des cloches « parce que les passants les sonnent sans cesse. »
Repris au printemps, les travaux occupèrent tout le reste de cette seconde année. Il est facile d’en suivre la marche dans les dépenses du compte de 1790 et 1791, le plus intéressant des anciens comptes qui ont été conservés. C’est une vraie page d’histoire locale, concernant la construction de l’église, l’organisation de la garde nationale, le départ des premiers volontaires, les arrangements ou les procès de la commune avec les décimateurs après la suppression de la dîme et bien d’autres choses.
Ce compte mentionne, par exemple, que Pierre Poulet reçut 3 livres, 17 sols, 6 deniers parce qu’on avait, pendant les travaux, célébré les offices dans sa maison (occupée en 1909) par Justin Dorget), que Joseph Aubry remonta et recoiffa les cloches au mois de septembre, que Coutinot, charpentier, enleva en novembre les planches qui fermaient le chœur de l’église.
Tout était donc terminé pour la fin de l’année.

#### Réception et conformité des travaux
La réception eut lieu le 27 décembre par l’architecte Caron, en présence du sieur Fepou, délégué du Directoire de Neufchâteau, et de la municipalité de La Neuveville. L’ouvrage fut reconnu conforme au plan sauf pour :
- la tour, qui n’avance pas dans la nef comme les habitants l’avaient demandé pour faciliter l’emplacement des confessionnaux et des fonts de baptême (le chapitre s’y étant opposé).
- les autels, qui ne seront terminés qu’après qu’on aura élargi l’entrée du chœur.
- les bancs, pas assez polis, mais qui compensent ce défaut par leur solidité.
- les murs du cimetière, construits en mauvaise saison, et dont il faut refaire les mortiers.

La communauté, ayant déjà versé 8 000 livres à l’entrepreneur, paya aussitôt le reste de sa dette, soit 3 166 livres, 8 sols, 6 deniers, somme à laquelle s'ajoutèrent 930 livres, 15 sols pour imprévus.
Les murs du cimetière devaient coûter 475 livres, la dépense fut doublée, les ouvriers ayant dû creuser les fondations à 4 pieds plus bas que ne l’avait prévu le devis. Les anciens fonts de baptême devaient être reposés, mais ils furent brisés pendant les travaux et il fallut en faire des nouveaux. Au total, la dépense de la communauté pour démolir l’ancienne tour, construire la nouvelle, parer et meubler la nef, refaire les murs du cimetière, s’éleva à une somme de 12 097 livres de Lorraine, soit 9 365 livres de France ou 9 250 francs.
Après réception le 27 décembre des travaux à la charge des habitants, l’architecte Caron examina le lendemain ceux à la charge du chapitre de Poussay. Il reconnut de même que tout était conforme au plan. Le prix de ces ouvrages dont l’entrepreneur fut Pierre Vergnat, de Belmont, s’éleva à 4 047 livres 15 sols pour la maçonnerie et la charpente de la nef, auxquelles il faut ajouter « ce qui a été fourni séparément par le Chapitre pour les sapins, ferrements, main d’œuvre, couverture et tuiles. » Le Chapitre ayant été supprimé dès le début de la Révolution, ceux qui avait pris ses biens se virent dans la nécessité de payer ses dettes. Or on voit par le compte de 1790 qu’ils n’y mirent pas beaucoup d’empressement.

#### Inauguration et bénédiction en décembre 1790
Enfin, après cinq années de pénibles efforts, on put inaugurer la nouvelle église. Le curé Rellot dressa ainsi le procès-verbal de sa bénédiction : 
« Ce jourd’huy 30 décembre 1790, la nouvelle église de La Neuveville a été bénite par Monsieur Ninot, ancien curé dudit lieu. Après la bénédiction, on a chanté une messe solennelle pendant laquelle Monsieur l’abbé Bouton, vicaire de Morelmaison, a prononcé un discours relatif à la cérémonie ; en mémoire de quoi j’ai dressé le présent acte qui a été signé par ledit Monsieur Ninot et Monsieur l’abbé Lagrange, vicaire de Baudricourt. »
Si ce procès-verbal est aussi succinct, si on ne parle pas « d’un concours de peuple », suivant le style de l’époque, s'il révèle indirectement l’absence des prêtres du voisinage et du doyen rural lui-même dans une circonstance aussi solennelle, c'est que les « mauvais jours » de la Révolution avaient sonné.

#### Une église neuve sans prêtre
Sans doute les habitants de La Neuveville étaient-ils heureux d’avoir leur église, mais ils ne pouvaient prévoir qu’ils allaient perdre leur pasteur. La Constitution civile du clergé avait été imposée le 26 décembre 1790 ; un mois plus tard, le 23 janvier, invité à prêter le serment schismatique, l’abbé Rellot refusa, ce qui causa son départ et son long exil. Il fut remplacé en mai 1791 par un prêtre assermenté que la spoliation progressive devait chasser à son tour.
Après les terres de la cure, le bouvrot, dont le revenu depuis l'établissement de la paroisse constituait le traitement du curé, on vendit celles de la fabrique données par des particuliers pour s'assurer des messes à perpétuité, puis ce fut le tour des objets mobiliers. Dans les premiers jours de décembre, les deux plus grosses cloches de l'église (à peine installées dans la nouvelle tour) étaient enlevées et transportées au magasin du district de Mouzon-Meuse (Neufchâteau). Le 9 du même mois, les objets en or et en argent étaient aussi déposés à Neufchâteau : un calice, une coupe de calice, deux patènes, un ciboire, un ostensoir, trois boîtes d’onction, un porte viatique. Six mois plus tard, en mai, juin et juillet 1794, les ornements sacrés, les linges d’autel, les objets en cuivre, en étain et en fer y compris l’appui de communion et la porte du cimetière, prenaient le même chemin. Après cette dévastation sacrilège, il ne restait plus rien ; l’église fut fermée.

### Fermeture de l'église à la Révolution
La loi du 21 février 1795 rendit au culte quelque liberté. Puis ce furent pendant six longues années des alternatives de persécution et de paix. Les paroissiens de La Neuveville profitaient des moments de calme et du passage de quelques prêtres catholiques pour faire dans leur église des offices auxquels ils assistaient en foule. Enfin le Concordat vint rendre à la France la paix religieuse. Après douze années d'anticléricalisme, l'église ouvrait ses portes toutes grandes à son pasteur légitime, à celui qui avait tant peiné lors de sa construction, et qui allait consacrer les 22 dernières années de sa vie à réparer les ruines accumulées par la tourmente révolutionnaire.

## Description de l'édifice

### La tour
La tour bâtie par la communauté en 1789 et 1790 n’a subi aucun changement notable. On s’est borné à la recouvrir de temps à autre :
- En 1807, le conseil municipal décide de la recouvrir.
- Vingt plus tard, parmi les travaux urgents énumérés pour obtenir la vente du quart de réserve, figure encore la couverture de la tour.
- En 1858, la commune paye 385 fr. 65 à Pucelle, de Châtenois, pour réparations faites l’année précédente à la tour.
- En 1868, nouvelle dépense de 417 fr. 60 pour le même objet.
- La couverture en place vers 1910, en ardoises, plus belle et plus durable, datait de 1893 et avait coûté 895 fr. 61.

La tour abritait les cloches de l’ancienne église, les deux plus grosses furent enlevées à la Révolution, seule la petite resta pour sonner le tocsin et annoncer les assemblées civiques au temple décadaire. À la restauration du culte, les cloches manquaient donc pour célébrer le triomphe de la religion et la joie du peuple chrétien. Mais il fallait pourvoir aux choses les plus nécessaires et le digne abbé Rellot mourut avant que l’église qu’il avait bâtie ait retrouvé son  carillon. Du moins, il eut la consolation de voir que son vœu serait bientôt exaucé.
C’est en effet, le 10 mai 1822 que le Conseil municipal de La Neuveville considérant « qu’il y avait autrefois trois cloches dans la paroisse, que maintenant il n’en reste plus qu’une d’un poids très modique, laquelle ne saurait être entendue par l’autre hameau du village, que la commune a des fonds disponibles » demanda d’être autorisé à faire fondre deux cloches. Le 19 avril 1823, le conseil renouvelait sa demande. L’autorisation fut accordée l’année suivante. Les cloches furent fondues devant l’église en 1825, bénies et installées dans la tour. 
« L’an 1825, le 4 septembre, le jour de l’Exaltation de la sainte Croix, je soussigné, prêtre de Houécourt, administrateur de La Neuveville, déclare qu’en vertu d’une permission spéciale de Monseigneur l’Evêque de Saint-Dié, j’ai béni en présence des habitants de la commune, suivant les cérémonies indiquées dans le Rituel et pour l’usage de l’église paroissiale, trois cloches dont la première a reçu le nom de Marguerite, la deuxième celui d’Eugénie, la troisième celui de Marie. En foi de quoi j’ai dressé le présent acte souscrit par les parrains, marraines, maire, adjoints et membres du conseil municipal. »
Ainsi l’abbé Thuus bénit trois cloches au lieu de deux votées par le conseil municipal. Il est probable que pour avoir une sonnerie mieux harmonisée, on céda au fondeur l’ancienne cloche. L’histoire des cloches devient embarrassante quand après avoir pris connaissance de ce procès-verbal, on s’avise d’en lire les inscriptions.
On lit sur la petite : « L’an 1826, j’ai été bénite par Monsieur Jaugeon, curé de La Neuveville. J’ai eu pour parrain Claude Gilbert, garçon, et pour marraine Demoiselle Marie Françoise Voilquin, fille, tous deux de La Neuveville. »
La moyenne porte cette inscription : « L’an 1826, j’ai été bénite par Monsieur Jaugeon, curé de La Neuveville. J’ai eu pour parrain Claude Michel Guillaume, garçon, et pour marraine Demoiselle Eugénie Payen, jeune fille, tous les deux de La Neuveville. »
On lit sur la grosse : « L’an 1830, j’ai été bénite par Monsieur Jaugeon, curé de La Neuveville. J’ai eu pour parrain Monsieur François Léopold Dautrey fils et pour marraine Modeste Morlot, fille de Jean Baptiste Morlot. Et Léopold Dautrey et François Gourdot, adjoint. »
La situation de l'édifice, au sommet d’une élévation sans abri, donne le motif de multiples réparations faites aux vitres pendant le XIXe siècle. On trouve souvent dans les comptes de la commune et de la fabrique une dépense de 20 ou 30 francs pour les vitres. Quelquefois les réparations sont plus importantes, comme celle que fit l'abbé Robin en 1889 après avoir recueilli 120 francs par souscription. Mais il y a eu aussi des restaurations complètes. Le compte de fabrique de 1827 mentionne par exemple : « Versé à Philippe Dieudonné Pierrot, vitrier à Neufchâteau, 216 francs pour six vitres faites à neuf dans l’église ». Vers 1910, la dernière datait de 1900. Le 11 novembre 1899, le Conseil municipal votait une première somme de 500 francs pour faire des fenêtres neuves à l’église ; l’année suivante, il inscrivait au budget additionnel un nouveau crédit de 600 francs.
Comme autres réparations, ajoutons celle du plancher sous les bancs, qui fut posé en juin 1903 et coûta la somme de 313 francs.

### Mobilier garnissant la nef
Les autels attirent les regards et méritent attention. Refaits à neuf en 1790, au moment de la reconstruction de l’église, les deux autels collatéraux furent réparés en 1815, et remplacés en 1843 par ceux qui existaient en 1910 et qui ont été remis en état à diverses reprises, notamment en 1856.
Quant au vocable de ces autels, il a également varié avec le temps. L’autel de droite, toujours appelé « autel du rosaire » de 1635 à la Révolution, est redevenu comme auparavant l’ « autel de la Sainte Vierge ». Celui de gauche, dédié de tout temps à l’ « Ange gardien », est devenu depuis 1900 l’ « autel du Sacré Cœur ».
La grande croix de l’église est récente. Elle a été achetée par  souscription à la fin de la mission que prêchèrent ici en 1890 deux religieux Rédemptoristes, les Pères Nurdin et Janvresse.
Le chemin de croix actuel, qui a coûté 1600 francs, a été posé vers 1855 par l’abbé Grandjean, restauré en 1878 par l’abbé Leclere, et en 1900 par M. Jacquot.
Plusieurs statues ornent la nef. Autrefois elles étaient moins nombreuses : à droite sur l’autel la statue de la Sainte Vierge posée par l’abbé Renard pour remplacer celle en pierre qu’il avait transportée à l’extérieur de l’église ; à gauche celle de l’Ange gardien achetée en 1862 pour la somme de 333 Francs à la place de l’ancienne « qui est toute vermoulue ». En 1871, à la mort du chanoine Coly, sa famille donna à l’église 800 francs qui servirent à l’acquisition de deux nouvelles statues, celle de saint Joseph et celle du Sacré-Cœur.

C’est grâce encore, du moins pour une bonne part, à la générosité de cette famille que M. Jacquot a pu acheter en 1899 et les années suivantes les statues de saint Pierre Fourier, de saint Antoine de Padoue, de saint Nicolas, de Notre-Dame de Pitié. La statue la plus récente est celle de saint Michel ; elle a été placée en 1903 et a coûté 218 francs, produit des offrandes de tous les paroissiens.
Des autres objets garnissant la nef, peu de choses est à mentionner. La chaire est toujours celle de 1752, les fonts baptismaux et le confessionnal ont été faits à neuf en 1790 à la reconstruction de l’église, les trois lampes de cuivre suspendues devant les autels figurent déjà à l’inventaire de 1812, le Conseil de fabrique vote en 1822 la somme de 30 francs pour l’achat d’un lustre qui sera placé au milieu de l’église, celui sans doute qui s’y trouve encore aujourd’hui avec une autre valeur.

### Le chœur
Le chœur est toujours celui de la première église ; c’est même la partie la plus ancienne de l’édifice actuel. Les habitants de La Neuveville avaient en vain au chapitre de Poussay de le démolir. Depuis le projet fut repris plusieurs fois, mais sans plus de succès. En 1827, le Conseil municipal revint trois fois sur ce sujet : Comme le chœur est trop petit et tombe en ruines, il faut en faire un plus vaste. On profitera de la circonstance, pour allonger l’église d’une croisée, afin qu’elle puisse contenir toute la population. Ce fut ensuite le Conseil de fabrique qui proposa de renverser le chœur. « Considérant, dit il dans sa délibération du 3 avril 1853, que le chœur de l’église n’est pas en proportion avec la nef, qu’il est si étroit qu’on ne peut y faire convenablement aucune cérémonie, le Conseil de fabrique demande à M. le préfet d’autoriser la commune à voter une somme de 8000 francs pour étendre le chœur à la place de la sacristie actuelle et en construire une nouvelle, comme il est projeté depuis plus de vingt ans. » Même délibération le 15 avril 1855 ; comme la première fois, elle demeura sans réponse. Quelques années plus tard, le Conseil municipal reprenait le projet d’agrandissement  du chœur, alors dans un état déplorable. À cette époque, on parlait de défricher le bois Grand May pour le convertir en terres et en prés. Avec le bénéfice de cette opération, on se proposait de faire dans la commune des travaux considérables parmi lesquels la démolition du chœur. Mais le défrichement n’eut pas lieu, et le chœur de l’église resta ce qu’il était.
L’abbé GRANDJEAN résolut du moins de le restaurer de son mieux. C’était en 1865. Un tableau de la Sainte Famille, qui surmontait le maître autel fut enlevé et vendu, dit on, pour payer une partie de frais. Avait il la valeur que quelques-uns lui ont attribuée ? pour juger, il faudrait le voir et être connaisseur. Ce qui est certain, c’est que la Fabrique l’avait acheté en 1825 pour 40 francs, chez GREGOIRE de Mirecourt. On posa ensuite les deux vitraux du chœur et les boiseries. D’après les comptes de 1865 et 1866, il semble bien que l’abbé GRANDJEAN, qui quitta alors la paroisse, n’accepta pas ce que lui offrait la fabrique et voulut payer lui-même ces boiseries.
Restait le maître autel. Restauré comme les autels collatéraux, il avait alors un tabernacle et des gradins en très mauvais état. Monseigneur CAVEROT, qui donnait la Confirmation à la Neuveville en 1868, menaça l’église d’interdit s’il n’était pas remplacé au plus tôt. Ce fut l’œuvre de l’abbé LECLERE qui fit construire le maître autel actuel.
Le chœur fut restauré de nouveau en 1899 par M. JACQUOT qui peignit les boiseries, les murs, la voûte, et plaça derrière l’autel la statue de Notre-Dame de Grâces.
Les derniers travaux entrepris dans le chœur de l’église ont eu lieu en 1905, quelques semaines avant la confirmation à La Neuveville. L'appui de communion posé en 1850 a été ouvert par le milieu, un carrelage a remplacé l’ancien pavé, les stalles ont été mises dans le chœur pour dégager l’avant chœur et permettre d’y placer un plus grand nombre d’enfants. Une somme de 260 francs donnée par les paroissiens a été consacrée à ce travail.
Pendant longtemps, le maître autel fut adossé au mur, de telle sorte que les paroissiens qui allaient à l’offrande traversaient ensuite la sacristie. 

### La sacristie
Bâtie au commencement du XVIIIe siècle, la sacristie, comme le chœur, a fait partie de l’ancienne église. Elle ne fut pas épargnée à la Révolution, et il fallut ensuite de longues années pour reconstituer ce qui était nécessaire au culte. Dans l’inventaire de 1804, il est fait mention d’un calice, d’un ciboire, de deux burettes, le tout en étain, mais ces objets appartiennent à M. NINOT. Une délibération communale de 1805 signale la détresse de la Fabrique, ses dettes, la difficulté qu’elle a pour se procurer du linge et des ornements. En 1812, elle peut faire l’acquisition d’un calice en argent et des chandeliers pour les autels. En 1830, l‘abbé JAUGEON achète des ornements avec les 300 francs que M. NINOT laisse à l’église par testament. Avec M. RENARD, la sacristie possède les objets nécessaires pour le culte ; il n’y a plus qu’à les entretenir et à les renouveler.
En 1852, la commune vote 450 francs pour éteindre la dette de la Fabrique au sujet du plafond, acheter un ornement et un calice en argent. Peu après son arrivée, en 1867, l’abbé LECLERE achète un ornement en drap d’or, puis une niche pour l’exposition du Saint Sacrement. Nous devons à son successeur, l’abbé ROBIN, la chape actuelle qu’il a payée 210 francs. Quant à M. GUYOT, il a renouvelé le plancher de la sacristie, acheté un nouveau dais, plusieurs bannières et ornements.
Les objets acquis depuis un siècle pour le culte l’ont été de manière différente : ou bien la Fabrique en a fait l’acquisition avec ses ressources, ou bien la commune les a achetés pour l’église, ou bien ils lui ont été donnés par des particuliers. La Fabrique étant mineure n’a pu d’après notre législation, acquérir la propriété des objets à elle donnés qu’autant elle a été autorisée à les accepter. Or ici, comme dans la plupart des paroisses, cette autorisation n’a jamais été demandée pour les objets mobiliers. Quand donc la loi déclare les communes propriétaires des objets mobiliers achetés par les Fabriques, elle commet une spoliation ; quand elle rend aux communes ce qu’elles ont donné aux Fabriques, il n’y a pas d’injustice ; quand les particuliers reprennent ce qu’ils ont donné à la Fabrique, ils usent d’un droit incontestable, ils rentrent légitimement en possession d’objet dont ils n’ont pas perdu la propriété, puisque la Fabrique n’a pas été autorisée à les accepter. Il est bon de rappeler ces principes et ces conclusions à l’heure actuelle.
L'église a revu en effet les jours malheureux qu’elle connut au début de la grande Révolution. Le 2 mars 1906, en vertu de la loi de séparation, le receveur des Domaines faisait l’inventaire malgré les protestations du curé et du Conseil de fabrique. Cette triste opération dura deux heures. Le 13 décembre, tous les biens de la fabrique étaient placés sous séquestre. Ils devaient demeurer ainsi une année entière ; mais une loi nouvelle, celle du 2 janvier 1907, en a autorisé la dévolution immédiate. C’est cette dévolution qui vient de sanctionner pour les Vosges le numéro du Journal Officiel dont nous avons parlé plus haut. Du moins l'église n’aura pas connu le ridicule et l’odieux des procès verbaux, dressés du 13 au 20 décembre 1906 contre les prêtres coupables de célébrer la messe dans leur église sans une déclaration préalable. Ici personne n’a bougé, ni les particuliers pour accomplir la nouvelle formalité, ni le maire, ni le garde-champêtre pour verbaliser.